# 240 Centre Street

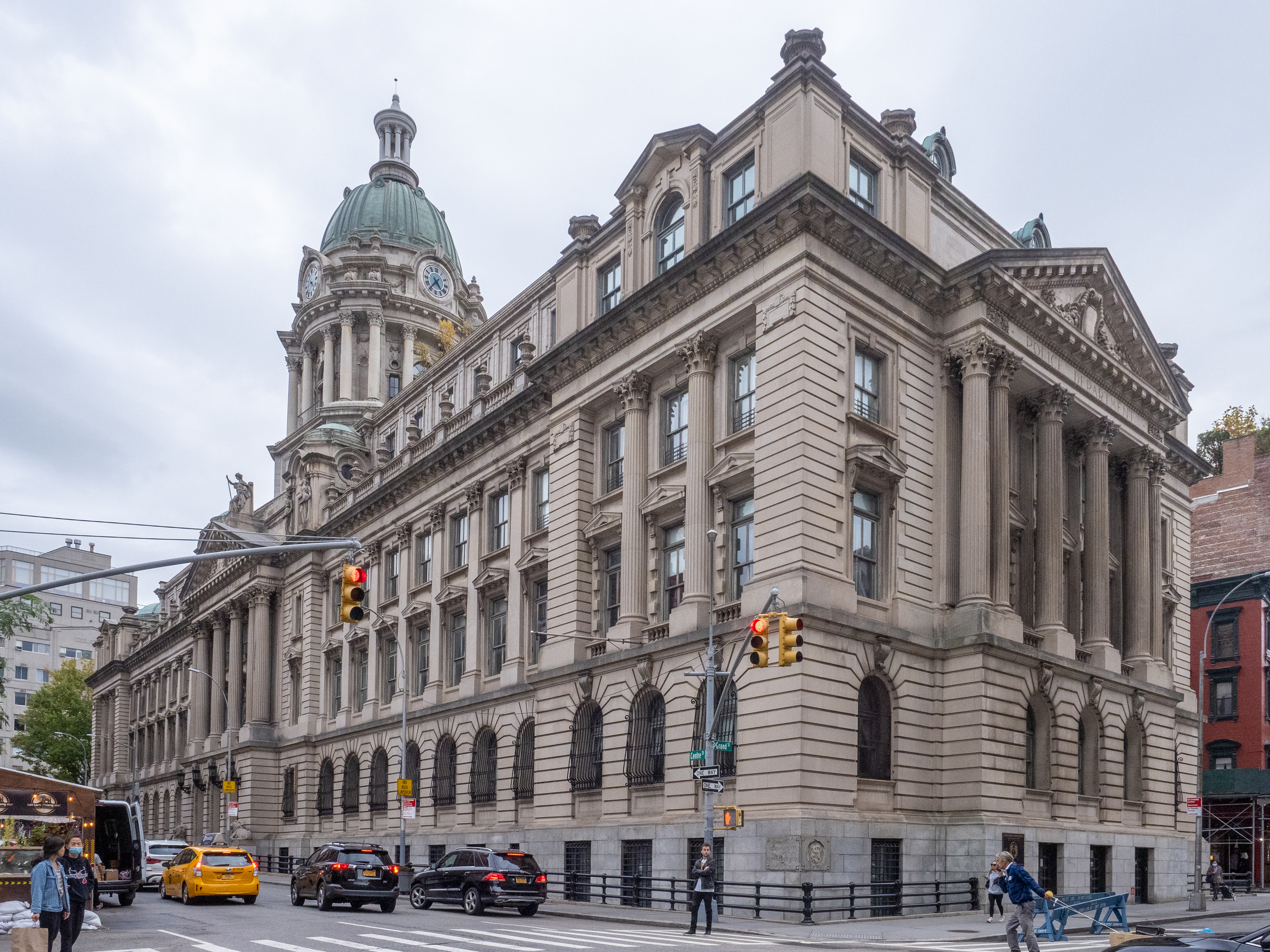
240 Centre Street am 23. Oktober 2021, Ansicht von der Grand Street

240 Centre Street, auch Police Building Apartments, früher New York City Police Headquarters, ist ein denkmalgeschütztes Wohngebäude in Manhattan in New York City, Vereinigte Staaten. Das Gebäude beherbergte von 1909 bis 1973 das Hauptquartier des New York City Police Departments.

## Beschreibung
240 Centre Street befindet sich in Lower Manhattan an der Südgrenze des Stadtteils NoLIta im historischen Viertel Little Italy, das heute ein Teil von Chinatown ist. Das Bauwerk nimmt einen ganzen Stadtblock ein, der im Norden von der Broome Street, im Osten von der Centre Market Place, im Süden von der Grand Street und im Westen von der Centre Street begrenzt ist.
Das sechsgeschossige Gebäude wurde von Hoppin & Koen entworfen und von 1905 bis 1909 im Stil der Beaux-Arts-Architektur erbaut. Es ersetzte den früheren Polizeisitz in der Mulberry Street, der nach der Bildung von New York City 1898 zu klein wurde. Das langgestreckte etwa 107 m lange keilförmige Bauwerk hat eine Breite von 13 m an der Broome Street und eine Breite von 30 m an der Grand Street. Das Gebäude besitzt in der Centre Street ein Mittelrisalit mit Säulen und Dreiecksgiebel, darüber erhebt sich ein Turm mit vier Uhren, der von einer Kuppel mit Laterne gekrönt ist. Der Turm beherbergt auf vier Etagen ein 511 m² großes Penthouse. Die beiden Stirnseiten sind ebenfalls mit Risaliten, Säulen und Dreiecksgiebel gestaltet. Am Südende befindet sich auf dem Dach eine langgezogene Kuppel, die einst ein Basketplatz überspannte und nach dem Umbau eine exklusive Wohnung beherbergt. Beim nördlichen Gebäudeteil sitzt auf dem Dach eine flache Kuppel, unter der sich eine Wohnung befindet, die sich von 2008 bis 2023 im Besitz der Filmproduzentin Megan Ellison befand. Den nördlichen Gebäudeabschluss bildet ein eingeschossiger Anbau mit darauf befindlicher Terrasse, die zur anliegenden Wohnung gehört. Davor erstreckt sich bis zur Broome Street ein kleiner Garten.
Nach dem 1973 erfolgten Umzug des Polizeipräsidiums in das neue Hauptquartier 1 Police Plaza stand das Gebäude einige Jahre leer, bis es 1983 vom Bauunternehmer Arthur Emil für 4,2 Millionen US-Dollar erworben wurde. Er ließ bis 1988 das Gebäude mit einem Kostenaufwand von 20 Millionen US-Dollar von der Firma Ehrenkranz Group & Eckstut renovieren und in 55 Luxus-Eigentumswohnungen umwandeln. Es ist seitdem im Besitz einer Wohnungsgenossenschaft.
240 Centre Street wurde am 26. September 1978 von der New Yorker Landmarks Preservation Commission als Denkmal ausgewiesen. Am 28. März 1980 folgte die Eintragung in das National Register of Historic Places.

## Ansichten

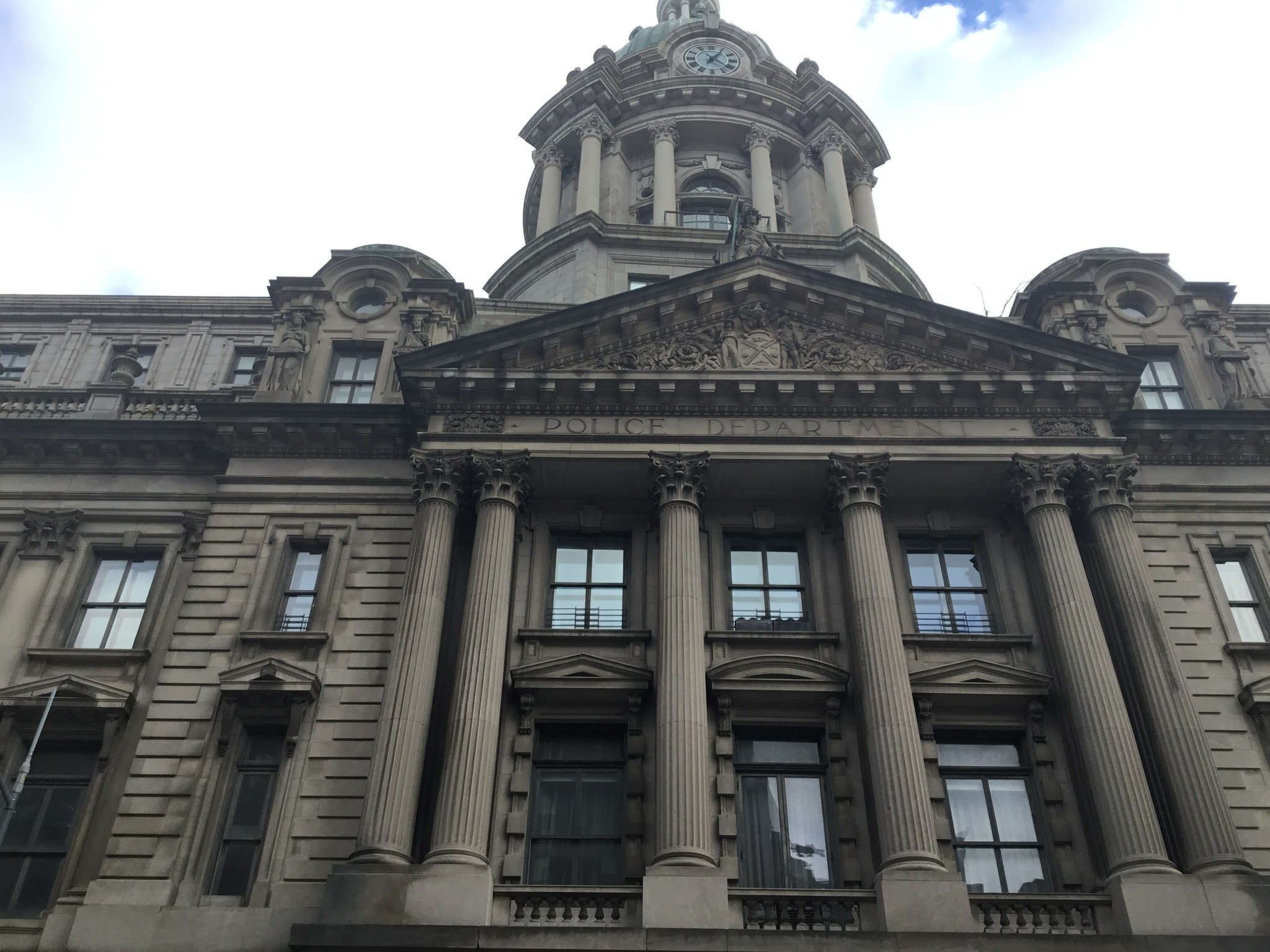
Mittelrisalit und Turm im Jahr 2023
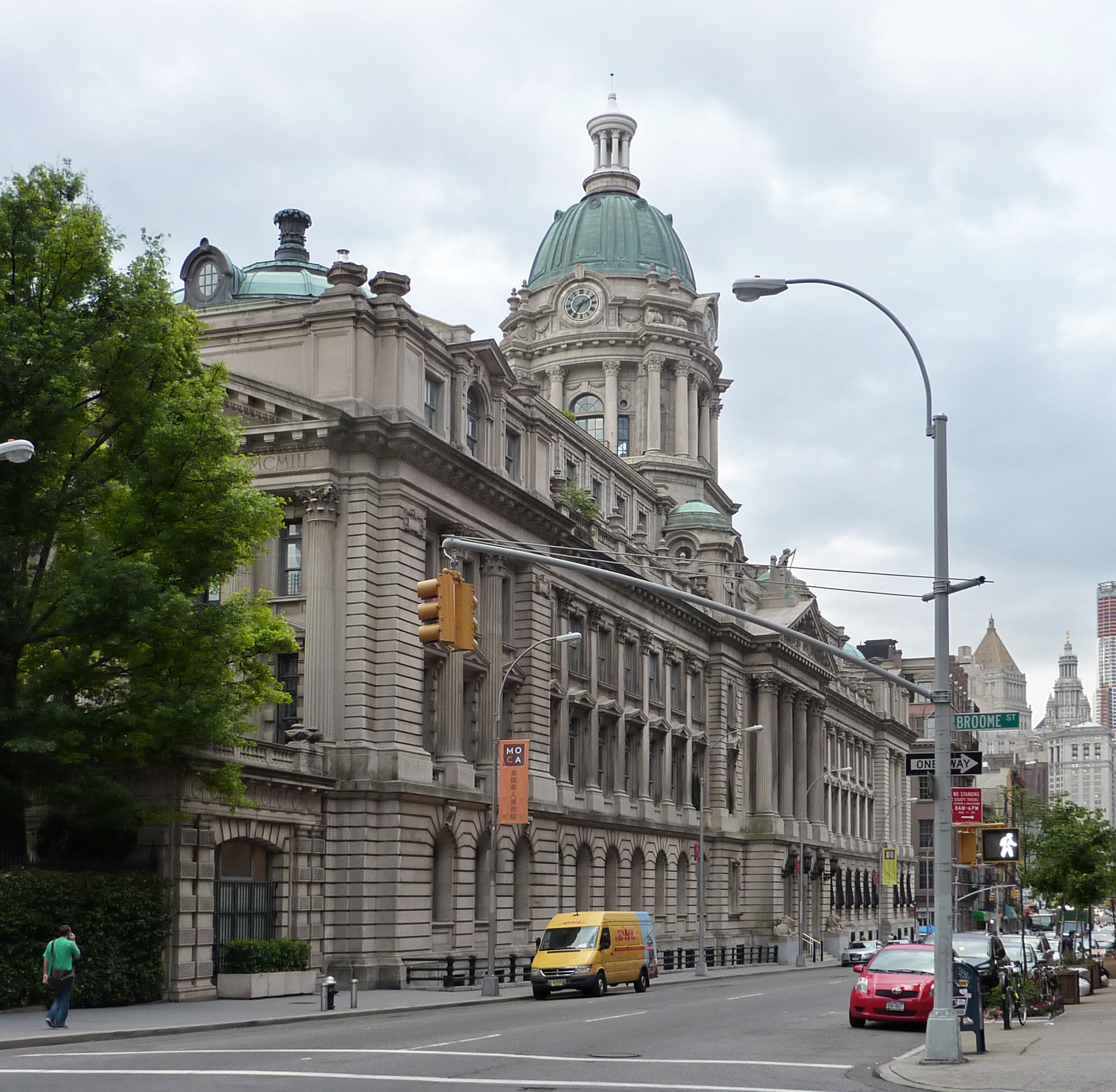
Blick von Norden am 1. Juni 2010
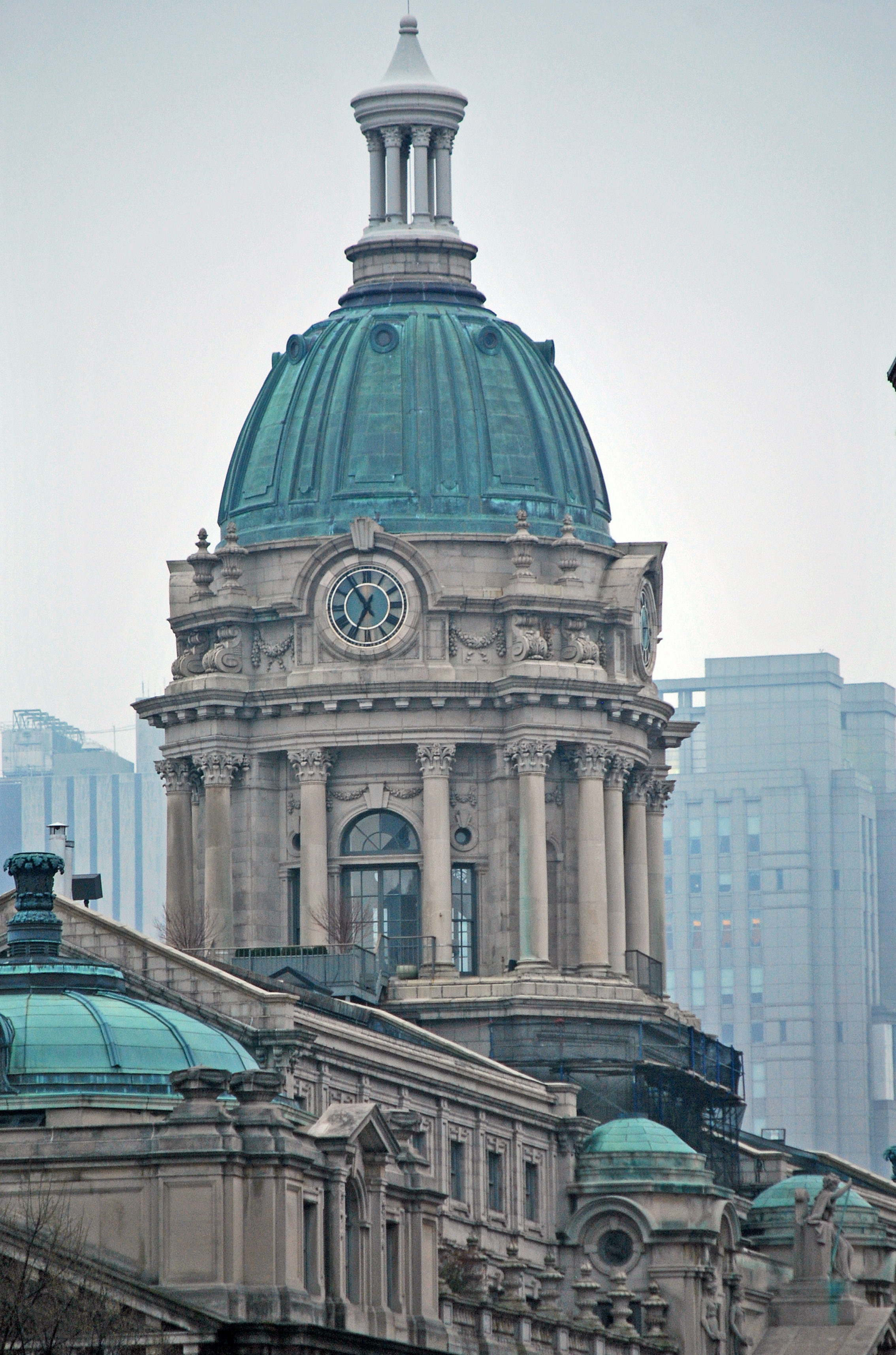
Der Turm mit kupferner Kuppel
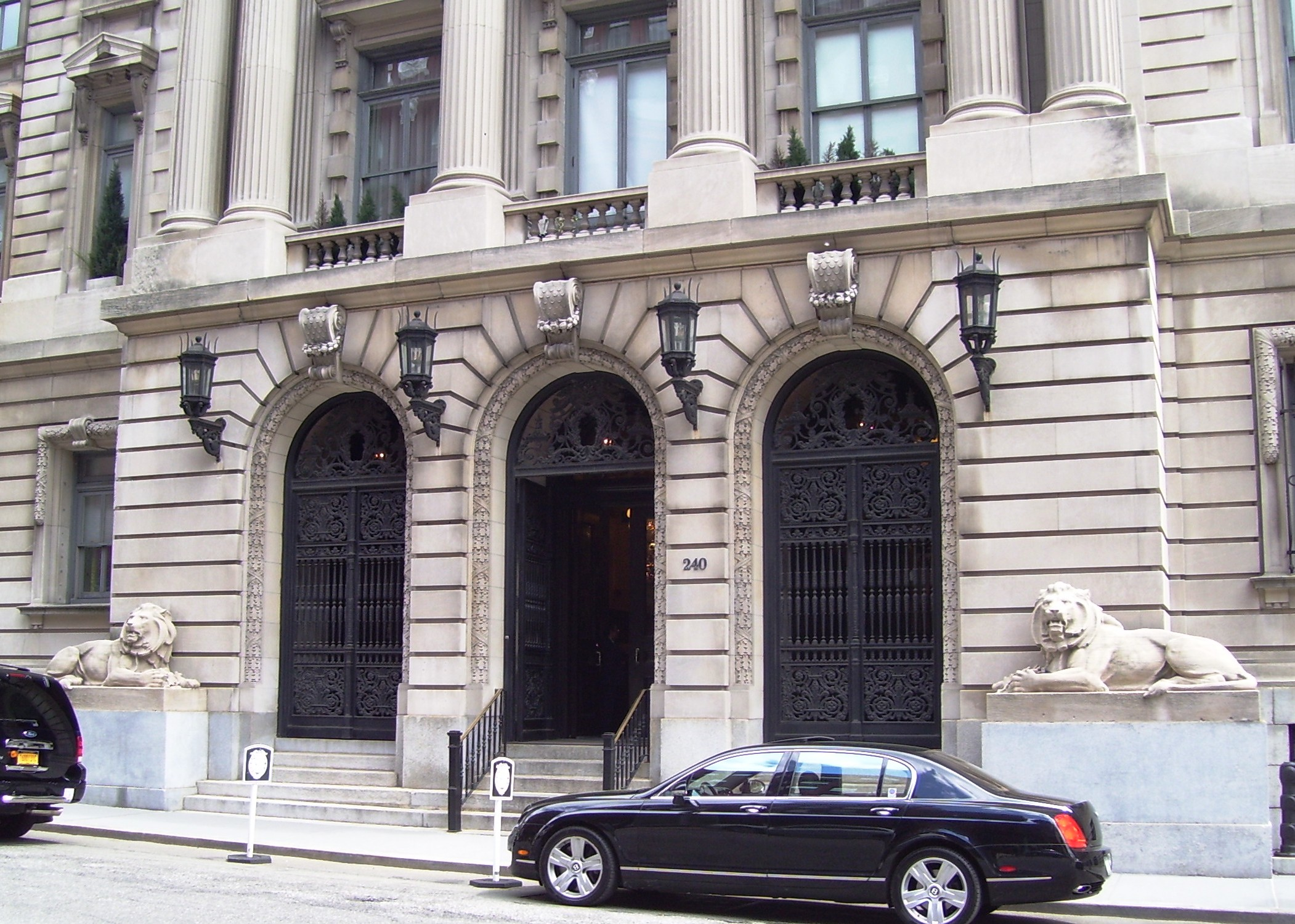
Haupteingang in der Centre Street